# Cal·ligrafia àrab

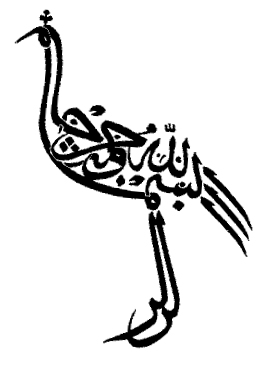
Bàsmala amb forma d'au: una composició cal·ligràfica àrab clàssica.

La cal·ligrafia àrab (àrab: فن الخط, fann al-ẖaṭṭ, ‘art de la línia’) és un art decoratiu propi dels pobles que utilitzen l'alfabet àrab i les seves variants. Se sol considerar com la principal de les arts islàmiques.

## Orígens
El desenvolupament de l'art cal·ligràfic àrab, com el de la mateixa escriptura, està íntimament lligat a l'expansió de l'islam a partir del segle vii. Fins aleshores, la cultura àrab es transmetia sobretot oralment, i encara que els àrabs tenien un alfabet propi, només usaven l'escriptura per a anotacions de caràcter mnemotècnic, comptabilitat comercial, epitafis i altres usos de poca importància. En l'alfabet àrab de l'època, no existien els punts que avui distingeixen unes lletres d'altres: així, per exemple, les lletres ب,ت ,ث (th, t, b) s'escrivien igual, doncs només se n'escrivia el traç bàsic comú. El lector havia de fer un esforç suplementari d'interpretació segons el context, la qual cosa, generalment, no suposava un problema, atès que sovint el lector era l'escriptor mateix o algú que, en qualsevol, cas ja tenia una idea del que estava escrit.
La formació de l'estat islàmic, primer a Aràbia i després en territoris de llengua no àrab, planteja dues qüestions. La primera, la necessitat de fixar el text de l'Alcorà per facilitar-ne la transmissió entre persones no arabòfones, garantint alhora la inalterabilitat del text. És llavors quan es perfecciona l'alfabet, de manera que cada signe representi un únic so: s'inventa el punt, a partir del qual es creen lletres diferents en afegir el que, fins llavors, eren traços comuns per a representar diferents fonemes. Més endavant, s'inventarà una notació vocàlica que s'afegeix a l'escriptura com a signes diacrítics. L'escriptura àrab queda definitivament fixada entorn de l'any 786, amb les aportacions d'al-Khalil ibn Àhmad al-Farahidí. La segona qüestió plantejada és que, a mesura que l'estat islàmic creix, l'administració se'n fa més complexa i requereix un volum de paperassa desconegut en l'organització tribal àrab anterior a l'islam. Això impulsa el perfeccionament de l'escriptura, que es fa més ràpida i nítida, així com la proliferació de diferents estils.

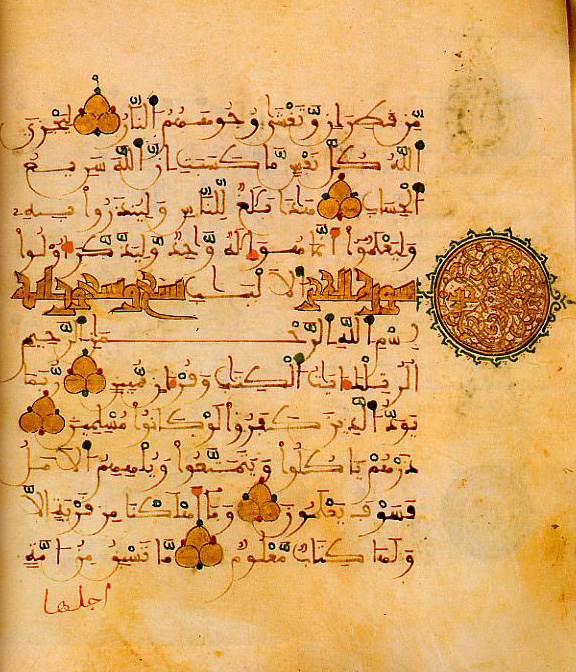
Pàgina d'un Alcorà andalusí. Els traços més gruixuts al centre de la pàgina són d'estil cúfic.

En els primers temps de l'islam, els estils cal·ligràfics eren bàsicament dos, relacionats amb el suport de l'escriptura. Sobre materials durs, es gravaven unes lletres més esquemàtiques, d'aspecte quadrat, mentre que per a suports tous es feia servir una lletra cursiva. El primer estil donarà lloc a l'escriptura cúfica, anomenada així per haver-se desenvolupat a Kufa (Iraq), de caràcter ornamental i solemne que, al seu torn, derivarà en diversos estils. Dona lloc també a la cursiva emprada tradicionalment al Magrib i l'Àndalus, així com a les zones d'Àfrica que n'estan sota la seva influència. De la cursiva original sorgeix l'estil naskhi o estil «de còpia», que és el que es fa servir fins avui dia com a model de lletra d'impremta, que al seu torn donarà lloc a formes d'escriptura molt variades, entre les quals destaca la ruq'a, cursiva esquemàtica emprada avui en l'escriptura manuscrita, sobretot al Màixriq.
El desenvolupament de la cal·ligrafia com a art va lligat al fet que l'islam prohibeix l'adoració de representacions figuratives, i és així com la cal·ligrafia ofereix, en els llocs sagrats, un substitut a la decoració figurativa. En lloc de representar Déu o Mahoma, o qualsevol altre motiu figuratiu relacionat amb la religió, l'art islàmic els substitueix per la representació cal·ligràfica dels seus noms, o per frases extretes de l'Alcorà, particularment la bàsmala. L'escriptura àrab, en general, al marge de la seva utilització artística, experimenta una autèntica revolució en època islàmica, tenint en compte la utilització marginal que se n'havia fet en èpoques anteriors. Les societats islàmiques medievals, predominantment urbanes, tenen un alt grau d'alfabetització, i les persones cultivades es preen de dominar diferents estils cal·ligràfics. La transmissió oral es manté per tradició, sobretot en el cas de l'Alcorà, que els estudiosos continuaran aprenent de memòria; però, paral·lelament, sorgeix un interès per deixar constància escrita de tot el que succeeix, s'inventa o es pensa, i es dona lloc a una extensíssima literatura. Els musulmans justifiquen aquest interès per l'escriptura argüint que la primera paraula que els va ser revelada per Déu és l'imperatiu «llegeix» (iqrà), que encapçala les primeres paraules que, segons la tradició, va dirigir Déu a Mahoma:
| «                  | Llegeix, en el nom del teu Senyor, que ha creat, ha creat l'home d'un coàgul de sang! Llegeix! teu Senyor és el generós, que ha ensenyat l'ús del càlam, ha ensenyat a l'home el que no sabia. | » |
| — Alcorà, 96, 1-5. | |   |

## Tècnica

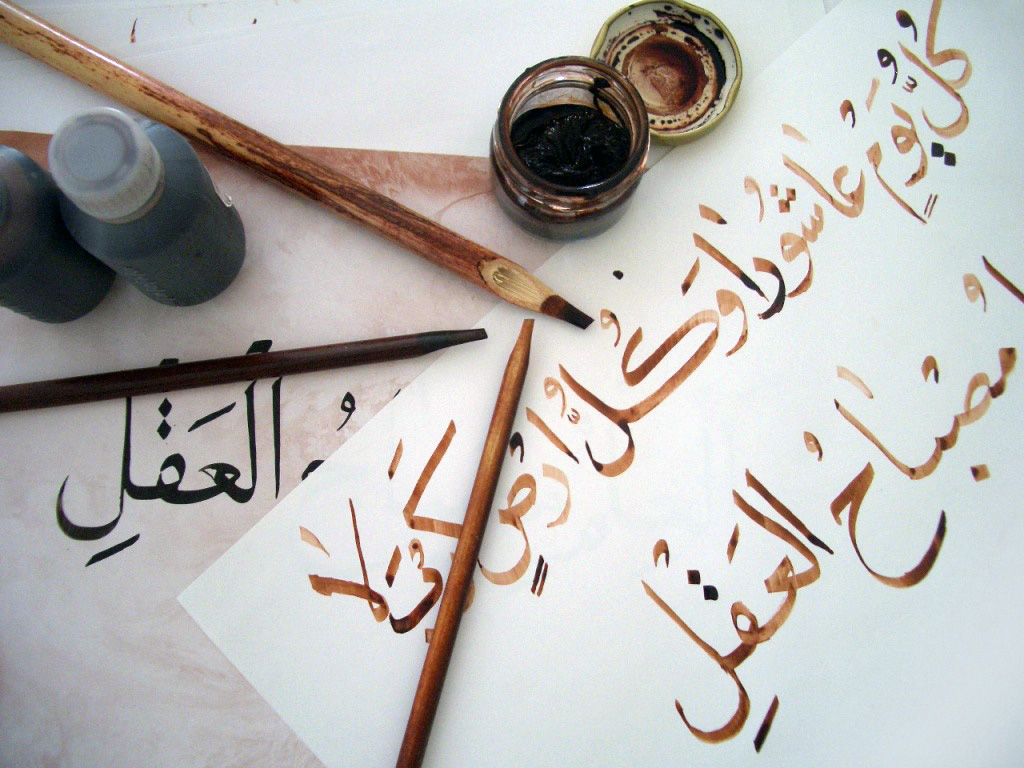
Càlams de canya emprats en cal·ligrafia àrab.

La cal·ligrafia comença a desenvolupar-se, més enllà del seu ús funcional, amb el cal·lígraf Abu-Alí Muhàmmad ibn Alí ibn Muqla (m. en 940), que va ser visir de tres califes abbàssides. Ibn Muqla i el seu germà van establir les primeres regles de proporció en el traçat de les lletres. Van prendre com a mesura principal el punt, això és, el rombe traçat amb el càlam, per mesurar la longitud de les línies i el cercle amb diàmetre igual al de la lletra àlif (ا), per calcular les proporcions de les lletres. Els estils derivats de la cursiva original es regeixen per aquestes unitats de mesura.
L'instrument habitual per a l'escriptura és el càlam (en àrab, qalam), utilitzat encara avui dia per a la cal·ligrafia artística. El càlam és una canya, en l'extrem del qual es fa un tall transversal: aquest tall determina l'alternança entre traços gruixuts i fins, característica de la majoria dels estils cal·ligràfics. Al Magrib i a l'Àndalus, es feia servir, però, amb més freqüència, un càlam acabat en punta, com les tradicionals plomes europees, i per això l'anomenada escriptura andalusina o magrebina no té alternança en el traç. Hi ha estils cal·ligràfics menys coneguts que usen altres instruments: els musulmans de la Xina, per exemple, usaven el pinzell propi dels cal·lígrafs xinesos, i donaven a la cal·ligrafia àrab executada d'aquesta manera una aparença molt peculiar.

## Principals estils
Totes les formes clàssiques que adopten els caràcters àrabs deriven d'una de les dues escriptures utilitzades en època preislàmica: la cursiva i la hiriyya, més tard anomenada cúfica.

### Estilnaskhonaskhí
El naskh (‘còpia’) n'és l'estil més bàsic, derivat de l'antiga cursiva preislàmica i de les regles ideades per Ibn Muqla. Deu el seu nom al fet que es va desenvolupar amb la intenció de ser una cal·ligrafia ràpida i clara alhora, per a utilitzar-la en la còpia de manuscrits. El naskh és l'estil en què es basen les lletres d'impremta en la majoria de les llengües que empren caràcters àrabs, així com el que utilitzen les màquines d'escriure i els ordinadors. D'aquest, deriven la majoria dels estils cal·ligràfics.

### Estilruqa
La ruqa, derivada del naskh, no és pas un estil ornamental, sinó funcional. El seu nom significa ‘tros’, perquè es va desenvolupar per a poder escriure en trossos petits de paper, de manera que cabés la major quantitat de text en el menor espai possible. És per això que simplifica la forma de les lletres; n'elimina totalment l'ornamentació i els diacrítics i tendeix a inclinar les paraules, de manera que alguns caràcters puguin superposar-se a d'altres. Els dos punts es converteixen en una ratlla horitzontal, els tres punts en una espècie d'accent circumflex i el punt simple redueix la mida a la meitat per a no confondre'l amb la ratlla. El ruqa és l'estil més utilitzat en l'escriptura manuscrita avui dia, sobretot als països del Màixriq (orient àrab).

### Estil cúfic

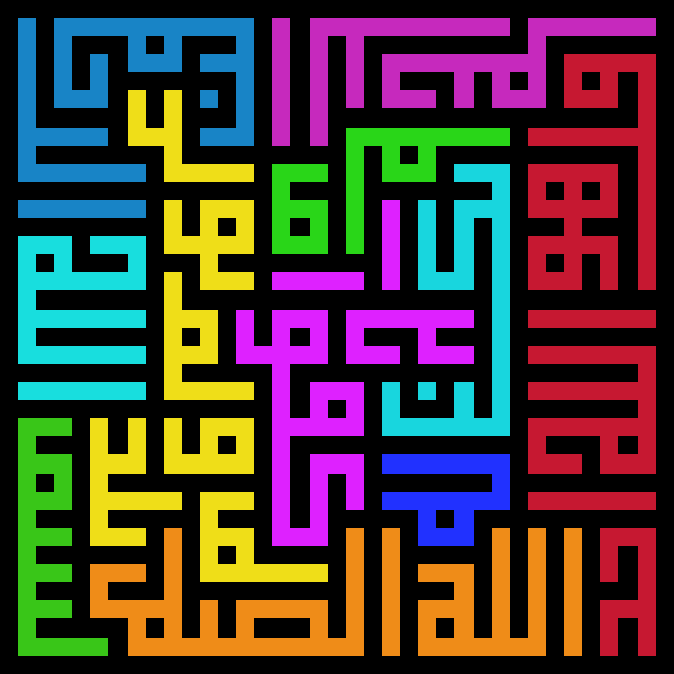
Sura de l'Alcorà en cúfic geomètric. Es llegeix en sentit horari, començant per la paraula verda de l'esquerra.

El kufí o cúfic s'anomena així per la ciutat de Kufa, on es va desenvolupar a partir del segle viii. És l'estil més antic: anteriorment es deia hirí, per la ciutat d'al-Hira, capital del regne làkhmida, i en els seus orígens fou influït per l'alfabet siríac. Es caracteritza per tenir angles pronunciats i un aire quadrat en general. Per no trencar-ne l'aire massís, amb freqüència els punts de les lletres es redueixen a petites ratlles gairebé imperceptibles. És un dels estils més emprats encara avui dia en rètols i decoració i el que més variants té, a part d'haver donat lloc als estils magrebins i andalusins. Entre les seves variants destaquen:

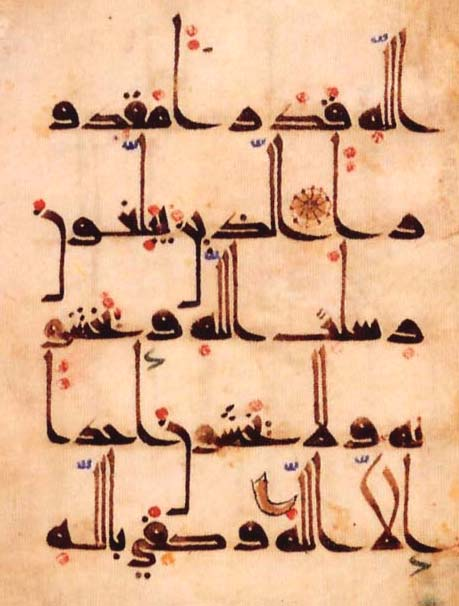
Pàgina de l'Alcorà en cúfic antic.

- El cúfic florit, en el qual els traços adquireixen certs trets vegetals, i s'entrecreuen.
- El cúfic geomètric, en el qual les lletres s'estilitzen i simplifiquen, i formen figures geomètriques. És un dels estils més utilitzats en decoració, sobretot en mosaic i rajola, als quals s'adapta perfectament, atès que pot reduir-se a una addició de quadrats. Són freqüents les inscripcions en cúfic geomètric que adornen les parets exteriors de les mesquites, i els minarets a la base de les cúpules.

### Estilthúluth
El thúluth s'assembla al naskh, del qual deriva, i la lletra no és més llarga en proporció al gruix de la línia. Es desenvolupa en el segle xiii com a estil ornamental, en competència amb el cúfic. El thúluth original va donar pas, tot seguit, a una varietat anomenada thúluth deformat, en el qual les lletres s'allarguen o s'escurcen a voluntat, per adaptar l'escriptura a l'espai on s'inscriu (generalment un rectangle). Els buits deixats per les llargues lletres solen emplenar-se amb signes diacrítics o signes purament ornamentals, sense més valor que el de fer que el conjunt sigui harmònic. Un bon exemple d'aquest estil és la inscripció que apareix en la bandera de l'Aràbia Saudita.

### Estils perses

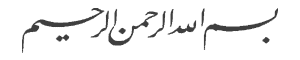
Bàsmala en escriptura nasta'liq.

L'estil farsi (persa), i els seus derivats, procedeixen del naskh i neixen, com el seu nom indica, a les regions d'Àsia influïdes per la cultura persa. Aquest estil procedeix del ruqa i, com aquest, en general es caracteritza per la simplificació de les lletres, l'allargament horitzontal dels traços i l'alternança de grandàries entre unes lletres i d'altres. Dins dels estils d'origen persa, un dels més cèlebres és el nastaliq, estil netament oriental el nom del qual procedeix de naskh taliq, és a dir, ‘naskh penjant’. Es diu així perquè, com en altres estils orientals, no totes les lletres es disposen sobre la línia d'escriptura: les paraules tendeixen a començar una mica per sobre de la línia i acaben just sobre la línia, i fan l'efecte que en pengen. Això permet, a més, muntar lleugerament les paraules les unes sobre les altres. Té una alternança molt pronunciada entre traços gruixuts i fins, que s'aconsegueix alternant dos càlams, un de triple gruix que l'altre. A més, el càlam sol girar-se en dibuixar un traç, amb la qual cosa s'aconsegueix que aquest canviï de gruix, una cosa inhabitual en la resta d'estils, en què el càlam sempre forma el mateix angle respecte a la superfície on s'escriu. El nastaliq és l'estil preferent per a la lletra d'impremta en l'urdú i altres llengües del subcontinent indi que utilitzen caràcters d'origen àrab.

### Estildiwaní

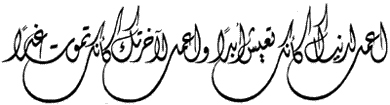
Dīwānī.

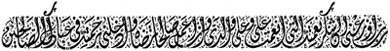
Yallī dīwānī.

L'estil diwaní, derivat també del naskh, deu el nom al fet que era utilitzat en l'administració (diwan) de l'Imperi Otomà. Va ser inventat pel cal·lígraf Husam Rumi a partir de l'estil persa taliq, antecessor del nastaliq, i es va fer popular durant el regnat de Solimà el Magnífic (1520-1566). És un estil barroc, molt ornamental, que es caracteritza per les línies allargades i corbes, i perquè perllonga els traços de manera que, sovint, s'uneixen entre si lletres que no haurien de fer-ho: és freqüent tractar d'escriure paraules o frases senceres en diwaní sense aixecar el càlam del paper. S'escurça, així mateix, l'espai entre paraules. Aquest estil en va donar lloc a un altre, encara més barroc, anomenat yal·lí diwaní o diwaní sublim: com en el thúluth, els espais buits s'emplenen utilitzant diacrítics i signes ornamentals.

### Estils magrebins i andalusins

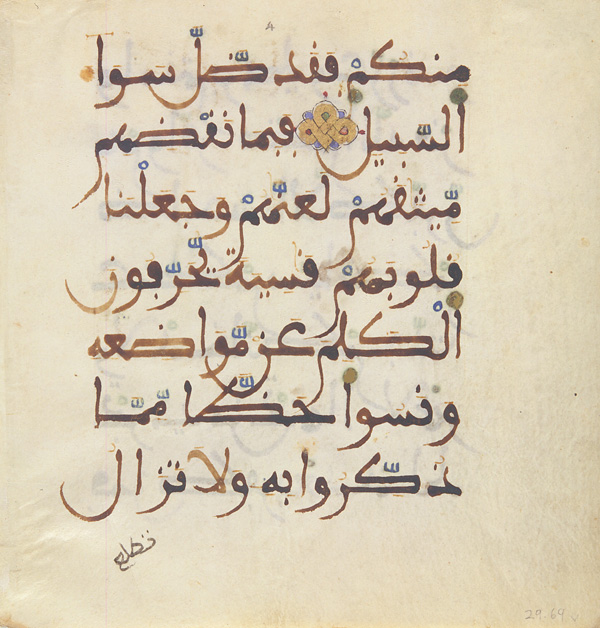
Versets de la sura 5 de l'Alcorà. Exemple d'estil magribí del, en el qual es pot apreciar el parentiu amb el cúfic.

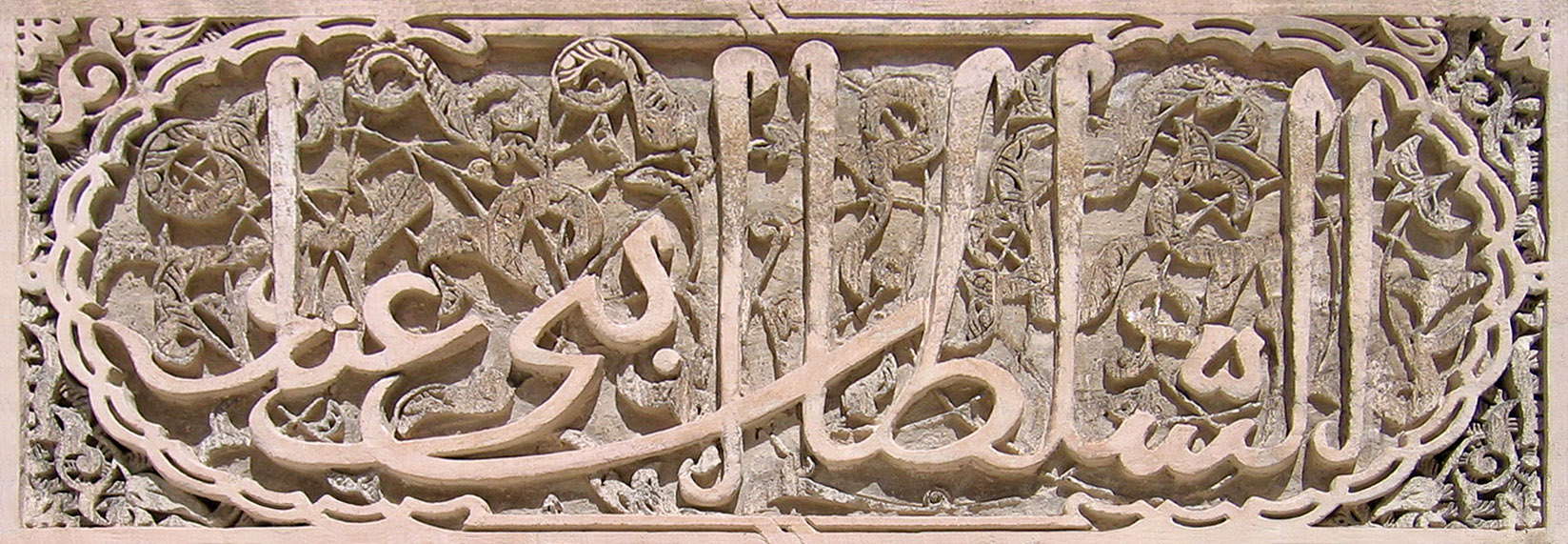
Inscripció en estil magrebí ornamental a Fez (Marroc).

Un estil (o conjunt d'estils) important és l'anomenat andalusí o magrebí, que guarda poca relació amb els altres perquè, a diferència d'aquests, no deriva del naskh sinó del cúfic antic. És la forma d'escriptura tradicionalment usada a l'Àndalus, el nord-est d'Àfrica i pels pobles musulmans de l'Àfrica occidental. S'executa amb un càlam diferent dels que s'utilitzen habitualment, ja que té una punta aguda similar a les de les plomes europees. És per això que té poc de gruix en el traç i aquest sol ser uniforme. Escapa a les regles de proporció aplicades en els altres estils, per la qual cosa concedeix una llibertat d'execució més gran.

## Composicions cal·ligràfiques

Animació que mostra els elements que componen la tughra del soldà Mahmud II. El text, en turc otomà, diu: «Mahmud Han, fill d'Abd al-Hamid, sempre victoriós».

La cal·ligrafia es fa servir sovint per a fer dibuixos o composicions artístiques que representen objectes, plantes o éssers animats, o bé simplement formes harmòniques, com composicions simètriques o figures geomètriques. Aquestes composicions no pretenen comunicar un text, sinó mostrar la perícia del cal·lígraf: en general, són molt difícils de llegir i, per aquesta raó, solen reproduir missatges que l'espectador ja coneix. El més habitual és que es tracti de la bàsmala o invocació ritual musulmana, la xahada o professió de fe, o bé sures curtes de l'Alcorà que els musulmans coneixen de memòria.
Els exemples més antics en són els que formen figures geomètriques que utilitzen l'escriptura anomenada cúfic geomètric. Quant a les composicions realitzades amb lletra cursiva, són clàssiques les que reprodueixen animals o fruits. Un subgènere també clàssic en són els dibuixos «en mirall», composicions dobles en les quals el motiu original es reprodueix a continuació en forma de reflex especular, i mostren, mitjançant aquest simbolisme, la doble expressió de l'ésser humà, la seva part visible material -el cos amb les seves diferents manifestacions- i la interna, representada pel món psicològic.
Dins de les composicions cal·ligràfiques, cal esmentar la tughra (àrab: طغراء, ṭuḡrāʾ; turc otomà: طغراء; turc: tugra) o signatura estilitzada dels soldans otomans, que figurava en l'encapçalament dels documents oficials a manera d'escut d'armes. Les tughres tenen una forma característica comuna, i a part d'alguns petits detalls, únicament hi varia el nom del soldà que hi apareix.